# Wielkie Wyręby
Wielkie Wyręby – osada wsi Rakowiec w Polsce, położona w województwie pomorskim, w powiecie tczewskim, w gminie Gniew. Wchodzi w skład sołectwa Rakowiec.
W latach 1975–1998 osada administracyjnie należała do województwa gdańskiego.

## Zabytki
Według rejestru zabytków NID na listę zabytków wpisany jest zespół dworski, ob. sanatorium, 2 poł. XIX, nr rej.: A-1340 z 29 grudnia 1990: dwór i park.